# Ragged Old Flag
Ragged Old Flag je album Johnnyja Casha, objavljen 1974. u izdanju Columbia Recordsa. Album govori o nekim političkim i etičkim dvojbama, što je neobično u odnosu na ranije Cashove albume. Naslovna pjesma, i ujedno jedini singl s albuma, je recitalni tribute patriotskom zanosu i skandalu Watergate. "Don't Go Near the Water" govori o još jednom vrućem političkom pitanju tog vremena, zaštiti okoliša. Sve pjesme s albuma skladao je Cash, a "I'm a Worried Man" je bila suradnja s njegovom suprugom June Carter Cash.

## Popis pjesama
1. "Ragged Old Flag" – 3:08
2. "Don't Go Near the Water" – 2:52
3. "All I Do is Drive" – 2:10
4. "Southern Comfort" – 2:10
5. "King of the Hill" – 2:44
6. "Pie in the Sky" – 2:27
7. "Lonesome to the Bone" – 2:41
8. "While I've Got It on My Mind" – 2:20
9. "Good Morning, Friend" – 2:05
10. "I'm a Worried Man" (Johnny Cash, June Carter Cash) – 2:10
11. "Please Don't Let Me Out" – 2:42
12. "What on Earth Will You Do (for Heaven's Sake)" – 2:08

## Izvođači
- Johnny Cash - vokali, producent
- Al Casey - gitara
- Earl Scruggs - bendžo
- The Oak Ridge Boys - prateći vokali

## Ljestvice
Album - Billboard (Sjeverna Amerika)
| Godina | Ljestvica      | Pozicija |
| ------ | -------------- | -------- |
| 1974.  | Country albumi | 16       |

Singlovi - Billboard (Sjeverna Amerika)
| Godina | Singl             | Ljestvica        | Pozicija |
| ------ | ----------------- | ---------------- | -------- |
| 1974.  | "Ragged Old Flag" | Country singlovi | 31       |

## Vanjske poveznice
- Podaci o albumu i tekstovi pjesama